# 楊際會
楊際會（1554年—？），字士遇，廣西梧州府容縣人，民籍，明朝政治人物。

## 生平
廣西鄉試第四十一名，萬曆五年（1577年）丁丑科會試第八十七名，登二甲第十九名進士。知六安州，寻以兄杨际熙巡按上江，循例调頴州。巨豪武断。际㑹置之法，郡人称快。晋户部郎，出守饶州。时乐平饥民啸聚煽乱，单车谕散其党，亟发赈之。二十一年（1593年）三月升迁福建副使、分巡兴泉道，轉湖广布政司参政，卒于官，祀名宦。

## 家族
曾祖楊春，曾任府照磨；祖父楊禮，曾任義官；父楊繼武。母馮氏。重庆下。兄杨际熙，字惺中，嘉靖戊午科舉人，历官松滋知县、监察御史、雲南佥事。